# Mikail Özerler
Mikail Özerler, nato Mihael Žgank (Celje, 1º febbraio 1994), è un judoka sloveno naturalizzato turco.
Ha rappresentato la Slovenia, suo Paese natale, fino al 2018 e, da tale data, la Turchia. Compete nella categoria -90 kg ed è tesserato per il BBSK Istanbul Club Judo.

## Biografia
Nato a Celje, in Slovenia, è cresciuto sportivamente nel Judo Klub Z'dezele Sankaku Celje.
Rappresentò la Slovenia ai Giochi olimpici di Rio de Janeiro 2016, dove si classificò al 17º posto.
Ai Mondiali di Budapest 2017 concluse terzo aggiudicandosi il bronzo.
Per ragioni economiche ha scelto di rappresentare la Turchia, in quanto essa garantisce pagamenti che la federazione slovena non poteva impegnarsi a corrispondere.
Con il suo Paese d'adozione ha vinto l'oro ai Giochi europei del 2019 a Minsk, torneo valevole anche come campionato d'Europa della specialità.

## Palmarès
- Campionati mondiali di judo:
Budapest 2017: bronzo (Slovenia)
- Campionati europei:
Minsk 2019: oro (Turchia)